# Жужелицы зерноядные
Жужелицы зерноядные, или бегуны (лат. Harpalus) — род жуков-жужелиц из подсемейства харпалин.

## Описание
Передние лапки самцов расширены. Верх лапок без волосков (в отличие от Ophonus). Надкрылья без пунктировки, кроме, может быть, 2—3 наружных промежутков.
Переднеспинка редко бывает сердцевидной; основание её лишь чуть-чуть уже основания надкрылий.

## Биология
Наземные жуки. Встречаются повсюду, кроме тундры и пустынь.
Имаго могут быть растительноядными. Личинки, как правило, хищники.

## Классификация
Около 400 видов (10 подродов): более 280 видов в Палеарктике, 73 в Неарктике, 50 в Афротропике и на Мадагаскаре, 11 видов в Индо-Малайской области. Для бывшего СССР указано 166 видов. Относят к подсемейству Harpalinae.